# تومازو مارکونی
تومازو مارکونی (ایتالیایی: Tommaso Marconi ‏ تلفظ ایتالیایی: [tomˈmaːzo]؛ ‏زادۀ ۱۷ ژانویه ۱۹۸۲) یک شیرجه‌زن ایتالیایی است.
او موفق به دریافت مدال طلا در مسابقات ورزش‌های آبی اروپا ۲۰۰۴ و مدال برنز در همین رقابت‌ها در سال‌های ۲۰۰۲ و ۲۰۰۶شد. مارکونی در رقابت‌های بازی‌های المپیک ۲۰۰۴ و بازی‌های المپیک ۲۰۰۸ نیز حضور داشت.
برادر او نیکولا مارکونی و خواهرش ماریا مارکونی نیز از ورزش کاران فعال در رشته شیرجه می‌باشند.